# Jean Maes (abbé)
Pour les articles homonymes, voir Maes.
Jean Maes fut le 34e abbé de l'établissement monastique prémontré situé à Heverlee depuis sa fondation en 1129 et toujours en activité en 2021 dans le Brabant flamand de Belgique. Il administra cette abbaye de Parc entre 1634 et 1647 quand il mourut.
Dès 1619, il a travaillé avec son abbé Jean Druys sur les nouveaux Statuts ainsi que sur l'Ordinaire (cérémonial de l'ordre des Prémontrés). Il est parvenu à revoir tous les anciens usages et toutes les vieilles rubriques norbertines, en les conformant aux derniers décrets de l'Église.
Après que l'armée gallo-batave se soit jetée sur le sol du Brabant en 1635, et que la communauté religieuse se soit réfugiée à Louvain puis retournée à Parc, l'abbé a entrepris des travaux de reconstruction. Il a achevé aussi, durant son mandat, les trois ailes du cloître, y a fait placer des vitraux peints retraçant l'histoire du fondateur de l'ordre Norbert de Xanten, a fait construire au refuge de Louvain une nouvelle chapelle.
Il a marqué son administration en faisant travailler beaucoup d'artistes pour des broderies, de l'orfèvrerie, de la musique, de la sculpture, etc. Il a fait appel aux meilleurs professeurs de l'époque pour permettre l'étude des sciences sacrées par ses religieux. Il figure parmi les principaux donateurs de la bibliothèque de l'Université de Louvain.
Sur le plan politique, il eut un parcours brillant : député aux États de Brabant en 1645, vicaire général de l'ordre pour les circaries de Brabant et de Frise, juge synodal de l'archevêché de Malines, visiteur de l'Université de Louvain. Il fut le conseiller de Jacobus Boonen, qui aurait voulu l'avoir comme successeur à l'archevêché de Malines.

## Biographie

### Famille et études
Jean Maes naît à Louvain le 26 juillet 1592, de Jean Maes, imprimeur de l'Université de Louvain, et de Jeanne Pynnoc. Il habite la maison « La Croix verte » située dans la rue de Namur à Louvain.
Il suit ses cours d'humanités chez les Pères Augustins à Louvain, étudie ensuite la philosophie à la pédagogie du Faucon.
Une fois effectués ses vœux solennels à l'abbaye de Parc, il repart à Louvain pour suivre le cours de théologie du collège des Prémontrés. Il prend le grade de bachelier en 1617, deux années plus tard celui de licencié en théologie, puis est nommé par le professeur Rampen prior vacantiarum à la faculté de théologie de l'Université de Louvain, fonction qu'il remplit durant deux ans.

### Parcours à l'abbaye de Parc
Jean Maes est admis à l'abbaye de Parc en 1609, profès en 1611, prêtre en 1616, circateur et maître des novices en 1617, sous-prieur, maître des infirmes en 1621, enseigne la philosophie au monastère entre le 3 décembre 1622 et le 2 avril 1624, puis donne des leçons de théologie morale durant un certain temps,.
En 1625, il est envoyé au chapitre-général par les abbés de la province de Brabant pour traiter des affaires de l'ordre. En 1627, il y retourne avec son abbé Jean Druys pour imprimer les nouveaux statuts ainsi que l'ordinaire ou cérémonial de l'ordre des Prémontrés. En fait, Jean Maes s'occupe, dès 1619, d'éditer cet Ordinaire. Il est en cela le collaborateur de l'abbé Jean Druys, parvenant à revoir tous les anciens usages et toutes les vieilles rubriques norbertines, en les conformant aux derniers décrets de l'Église. La rédaction des Statuts et de l'Ordinaire, publiés presque en même temps, sont donc surtout ses œuvres.
À partir du 15 juin 1627, il entreprend des investigations dans les archives de l'abbaye de Parc, établit une chronologie de l'abbaye depuis ses origines, cette chronique manuscrite étant utilisée plus tard par son successeur l'abbé Libert de Pape.
Il est nommé curé de Lubbeek le 24 septembre 1630, et alors qu'il est en chemin de retour du village de Steynockerzeel, on lui annonce sa nomination à la prélature de son abbaye,.

### Élection à la prélature de l'abbaye de Parc
Jean Maes est élu au mois d'avril 1634 sous la présidence de l'abbé de Ninove Jean David, assisté du chancelier François Boisschot, commissaire de la cour. Du fait de la mort de l'archiduchesse Isabelle, cette élection n'est confirmée que l'année suivante, la lettre de nomination signée par le Cardinal-Infant qui dirige alors le gouvernement des Pays-Bas espagnols lui étant remis le 16 avril 1635.

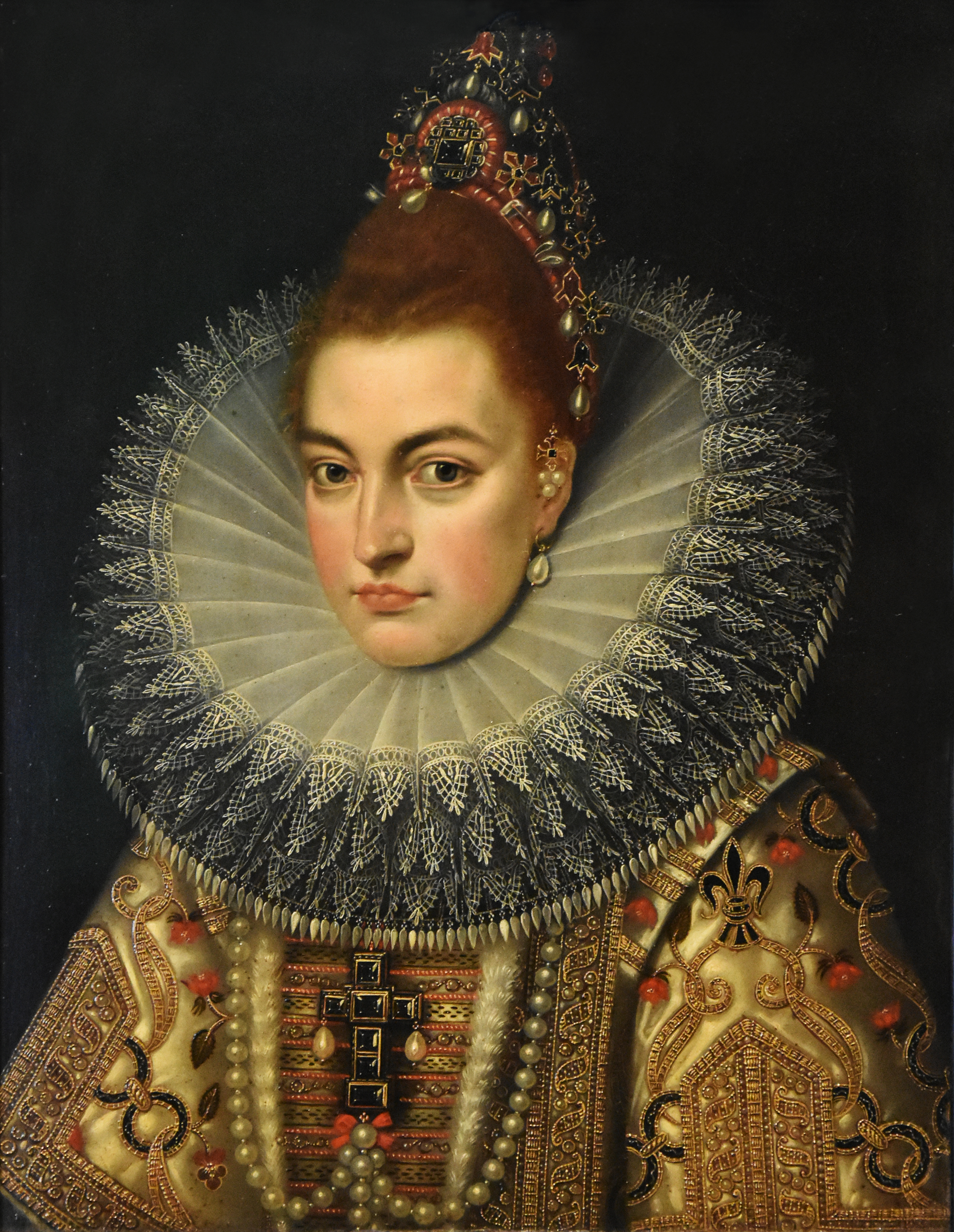
Archiduchesse Isabelle d'Autriche, gouverneure des Pays-Bas et morte en 1633.
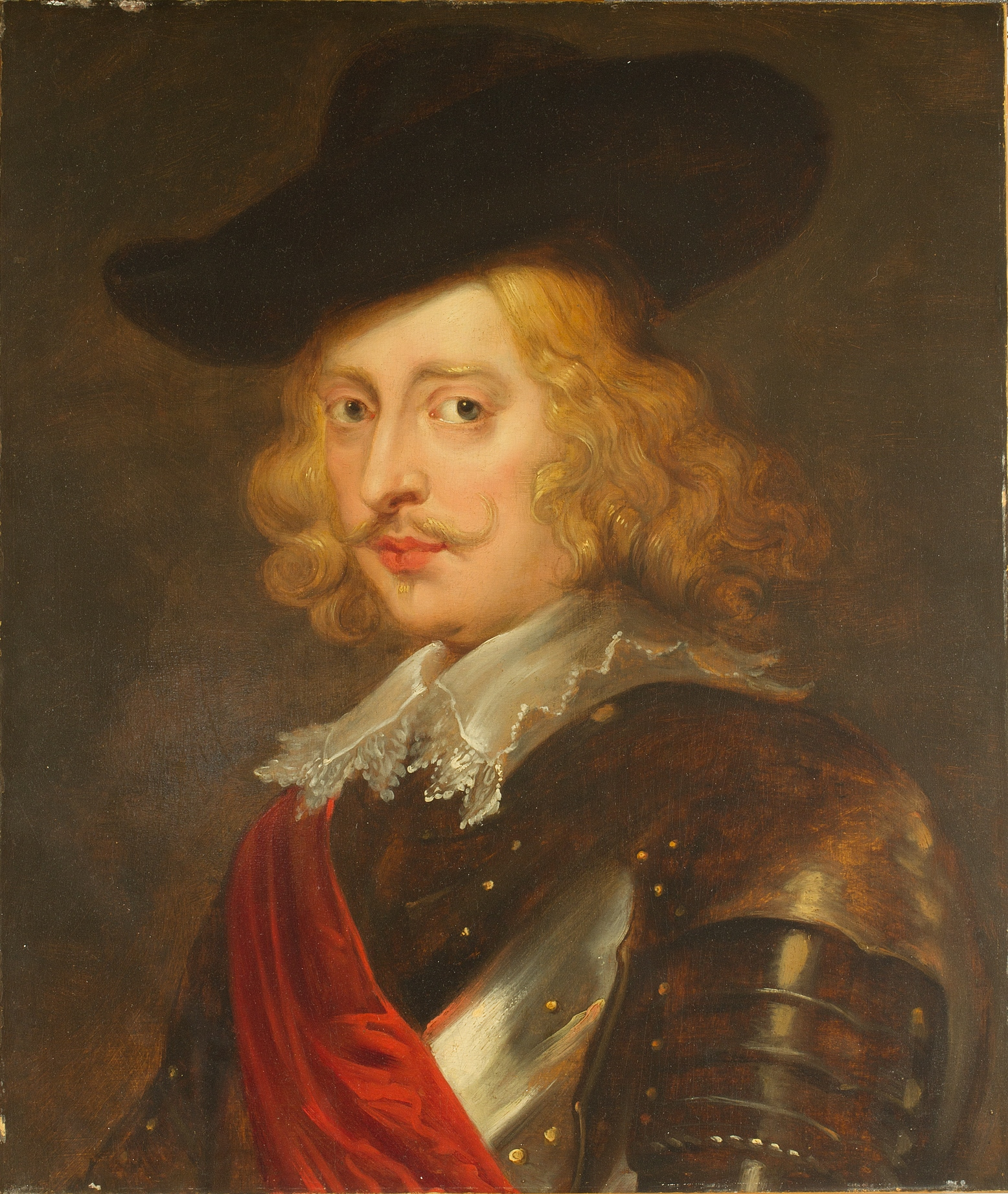
Cardinal-Infant Ferdinand d'Autriche, gouverneur des Pays-Bas à partir de 1633.
La région des Pays-Bas en 1560 avant reprise des hostilités intérieures de 1621 et scission de 1648.

### Décès
Jean Maes succombe à une attaque d'apoplexie le 24 mai 1647 et est inhumé au chœur de l'église dans le même caveau que son prédécesseur Jean Druys. Son éloge funèbre est prononcé par le docteur Jacques Pontanus le 2 avril 1648.

## Abbatiat

### Intendance
Du temps de l'abbé Jean Maes, 24 religieux sont acceptés à l'abbaye de Parc.
Il fait appel aux meilleurs professeurs de l'époque pour permettre l'étude des sciences sacrées par ses religieux, lesquels sont souvent sujets à la prise de grades en théologie afin d'être stimulés.
Dès le début de l'année 1636, l'abbé Jean Maes correspond avec Sanderus, ce dernier lui adressant le 30 janvier une lettre d'Ypres dans laquelle il le remercie pour la fourniture du catalogue des manuscrits de l'abbaye qu'il souhaite insérer dans sa Bibliotheca Belgica Manuscripta. L'abbé Jean Maes l'invite d'autre part à permettre à un de ses religieux de rédiger une notice historique sur l'abbaye de Parc pour sa Chronographia sacra Brabantiœ.
Une terrible peste a ravagé la contrée et emporté, en 1636, en moins de deux ans, onze chanoines de l'abbaye de Parc lesquels avaient prodigué leur secours aux pestiférés.

### Travaux de construction

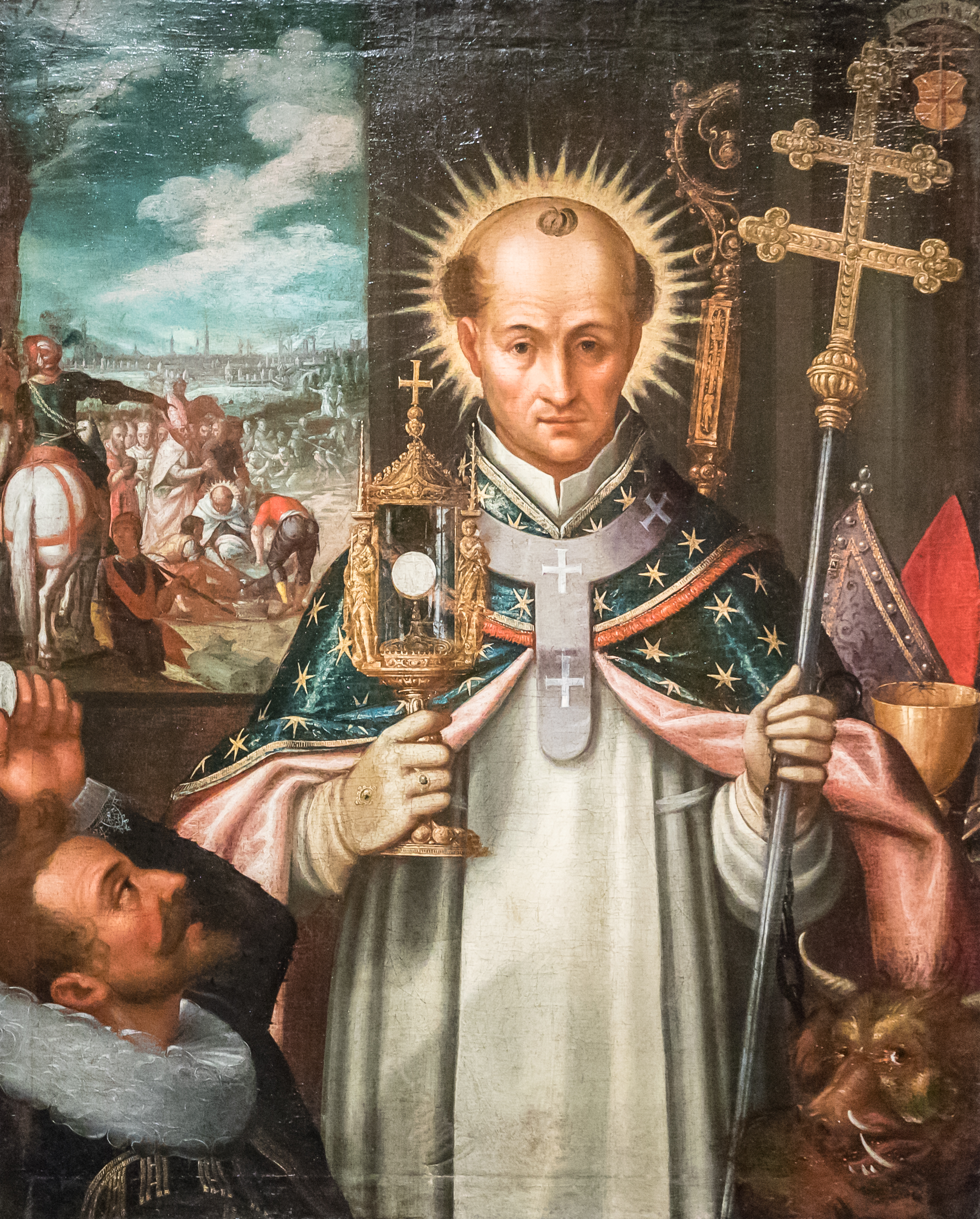
Norbert de Xanten.

À partir de juillet 1635, sitôt le retour à l'abbaye, l'abbé Jean Maes s'attache à restaurer les destructions causées par l'ennemi, au monastère bien entendu mais aussi d'abord au refuge de Tirlemont, qui a été le premier édifice incendié parce qu'ayant abrité le Cardinal-Infant, et aussi la ferme de Tourinnes-Beauvechain.
L'événement de la dévotion à l'image miraculeuse de Notre-Dame au Bois a lieu durant l'administration de l'abbé Jean Maes, ce qui incite l'abbé Jean Maes à ériger une nouvelle chapelle dans laquelle il célèbre la première messe le 12 octobre 1642.
L'abbé Jean Maes suit les plans de son prédécesseur l'abbé Charles Van der Linden pour achever les trois ailes du cloitre, sous la direction de Georges Nempe de Louvain.  L'aile orientale est vieille d'un siècle mais pourtant, avec attention, l'ensemble du cloître présente une même proportion, ce qui est rare pour l'époque. Le style retenu est le gothique tertiaire et à l'intérieur on s'aperçoit peu de la différence. Dans ce cloître, l'abbé Jean Maes fait placer en 1635 des vitraux peints retraçant l'histoire du fondateur de l'ordre Norbert de Xanten, les 44 fenêtres présentant dès lors de véritables tableaux de la vie de saint Norbert,.
Il a fait construire au refuge de Louvain une nouvelle chapelle, consacrée le 15 mai 1641 en l'honneur de la Vierge, de saint Jean l'Évangéliste et de la Madeleine, chapelle dans laquelle l'abbé de Saint-Michel y célèbre la première messe en tant que vicaire général de l'ordre.

### Affaires religieuses et politiques

Armoiries de l'ordre des Prémontrés.

L'armée gallo-batave se jette sur le sol de Brabant en 1635, peu de temps après que l'abbé Jean Maes soit sacré par l'archevêque de Malines Jacobus Boonen, assisté des abbés de Saint-Michel d'Anvers et de Ninove. L'armée ennemie, après avoir réduit en cendres Tirlemont, cause d'énormes dégâts entre Tirlemont et Louvain et vient camper ensuite aux abords de l'abbaye de Parc. L'abbé Jean Maes et ses religieux se réfugient alors à Louvain, en transportant ce qu'ils ont de plus précieux. La communauté est finalement rentrée au monastère le 10 juillet 1635 puisque l'ennemi s'est retiré.
L'abbé Jean Maes est député aux États de Brabant en 1645, vicaire général de l'ordre des Prémontrés pour les circaries de Brabant et de Frise, juge synodal de l'archevêché de Malines, visiteur de l'Université de Louvain. Il est le conseiller de l'archevêque Jacobus Boonen, qui le consulte pour toutes les questions importantes, désirant même l'avoir comme successeur à l'archevêché de Malines.

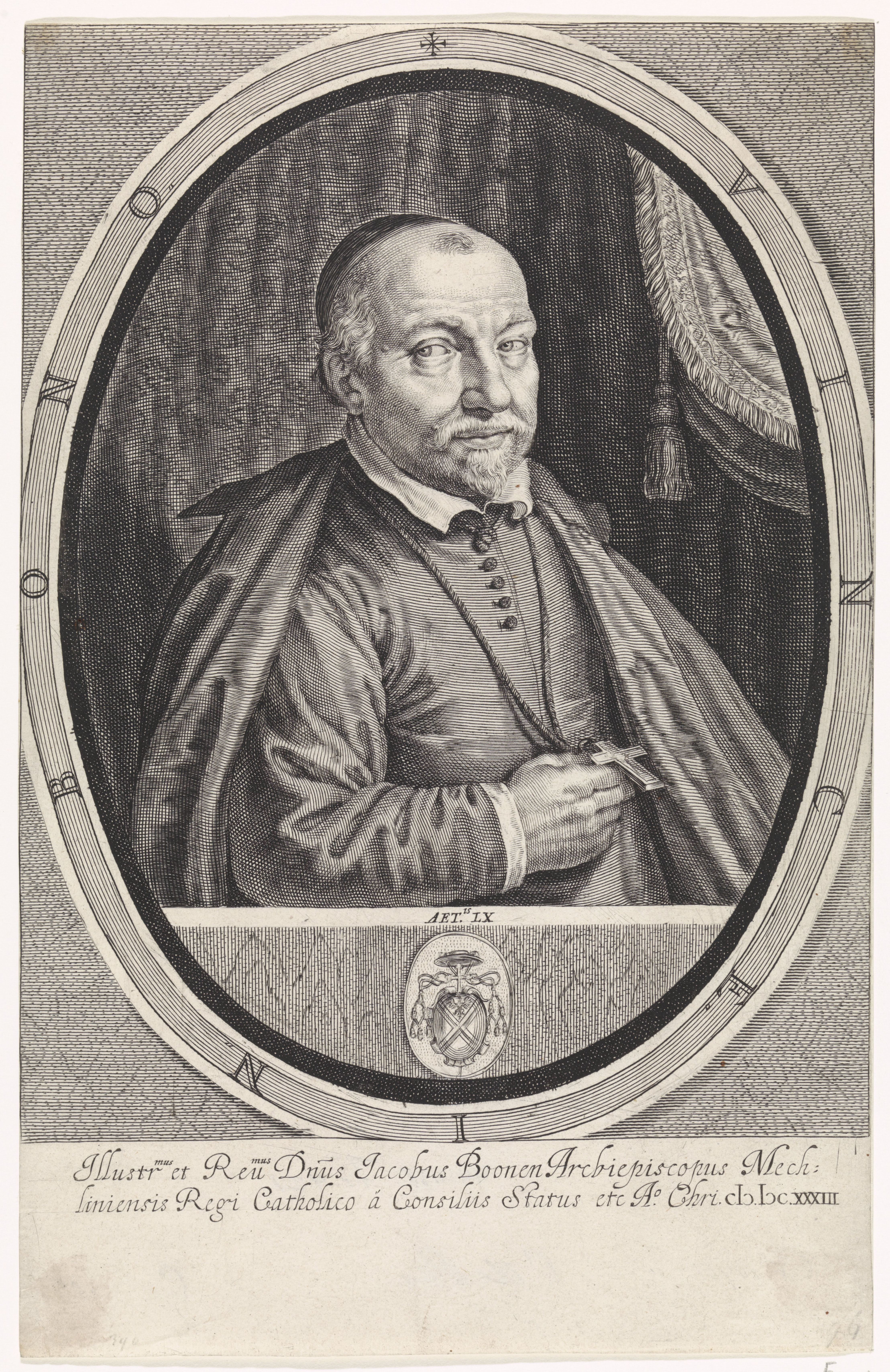
L'archevêque de Malines Jacobus Boonen.

### Affaires culturelles

Armoiries de l'ancienne Université de Louvain.

En plus d'apprécier l'étude et d'être toujours enclin pour le culte de la Sainte Vierge, d'être plein de piété et de l'esprit de son ordre, il est en effet ami des arts, ayant laissé des œuvres très méritantes. Il exécute par exemple lui-même une collection de portraits de tous les abbés de Parc. Il est aussi musicien et historien.
D'autre part :
- il commande à Van der Baren de Bruxelles, pour 192 florins du Rhin, la restauration des trois remarquables chapes de son église, brodées en or et en couleur, représentant la passion du Christ, le jugement dernier et le couronnement de la Vierge[6] ;
- il charge l'orfèvre Joachim de Meyer de réaliser en 1636 un ostensoir en vermeil orné des statuettes représentant les patrons de l'église de l'abbaye de Parc, pour 1393 florins[6] ;
- il fait restaurer complètement l'orgue construit sous son prédécesseur Jean Druys, restauration obtenue contre 2300 florins auprès d'un artiste allemand[6] ;
- on doit aussi à l'abbé Jean Maes la chaire de vérité sculptée par Arnould Lanckman de Louvain pour 750 florins[6].

L'abbé Jean Maes figure parmi les principaux donateurs de la bibliothèque de l'Université de Louvain.

## Postérité

### Indication posthume
Dans son ouvrage cité plus bas dans cette page, J.E. Jansen accompagne la chronologie de l'abbé Jean Maes d'une indication en latin le concernant et qu'un outil informatique traduit par : « Il est connu de ses prédécesseurs comme étant tellement comme eux. Il a dû affronter la baisse des dotations. Le fil de sa vie s'est coupé trop vite. »,.

### Portrait
Un portrait de l'abbé Jean Maes est conservé à l'abbaye de Parc.

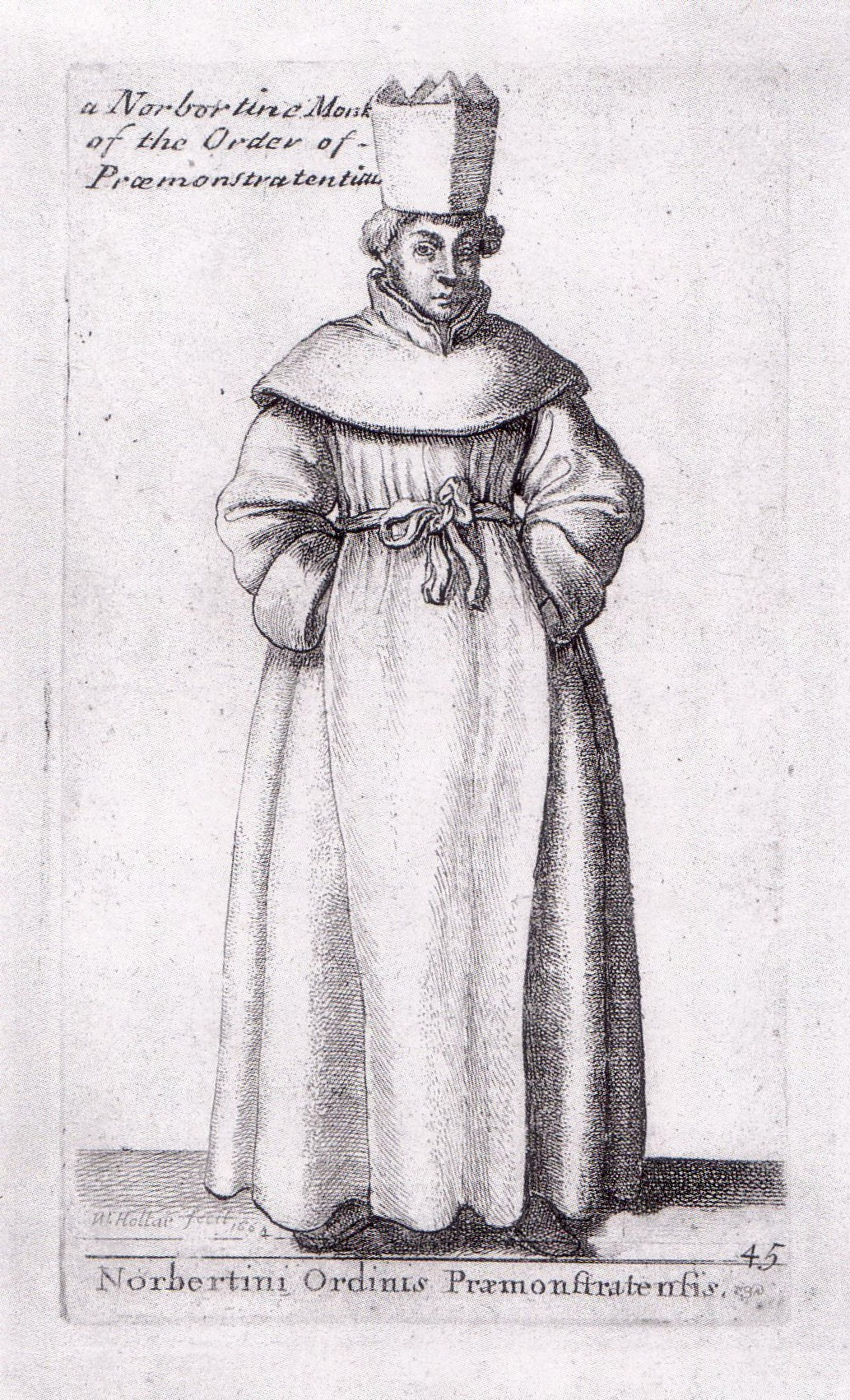
Un prémontré au XVIIe siècle.
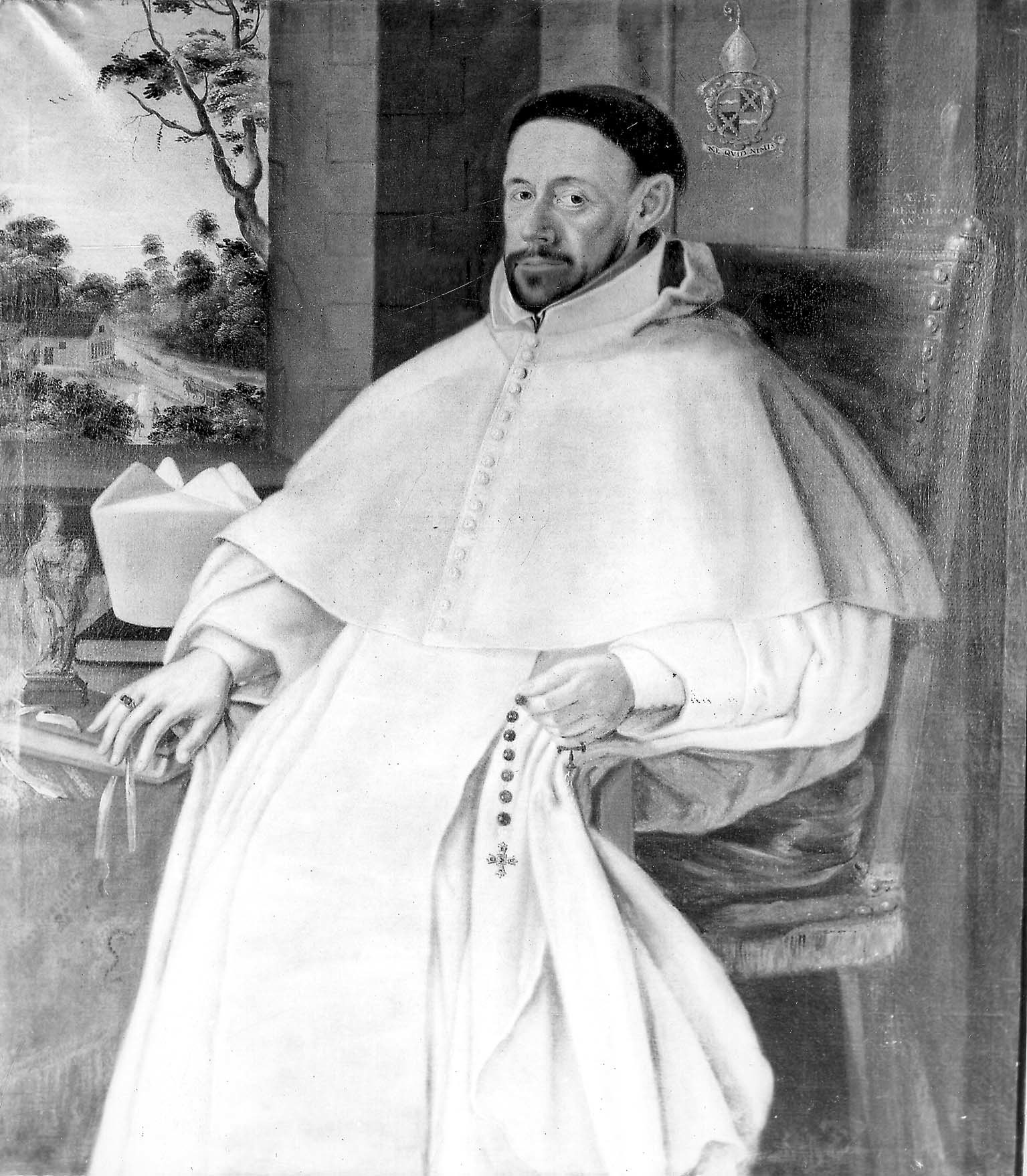
Portrait de Jean Maes.
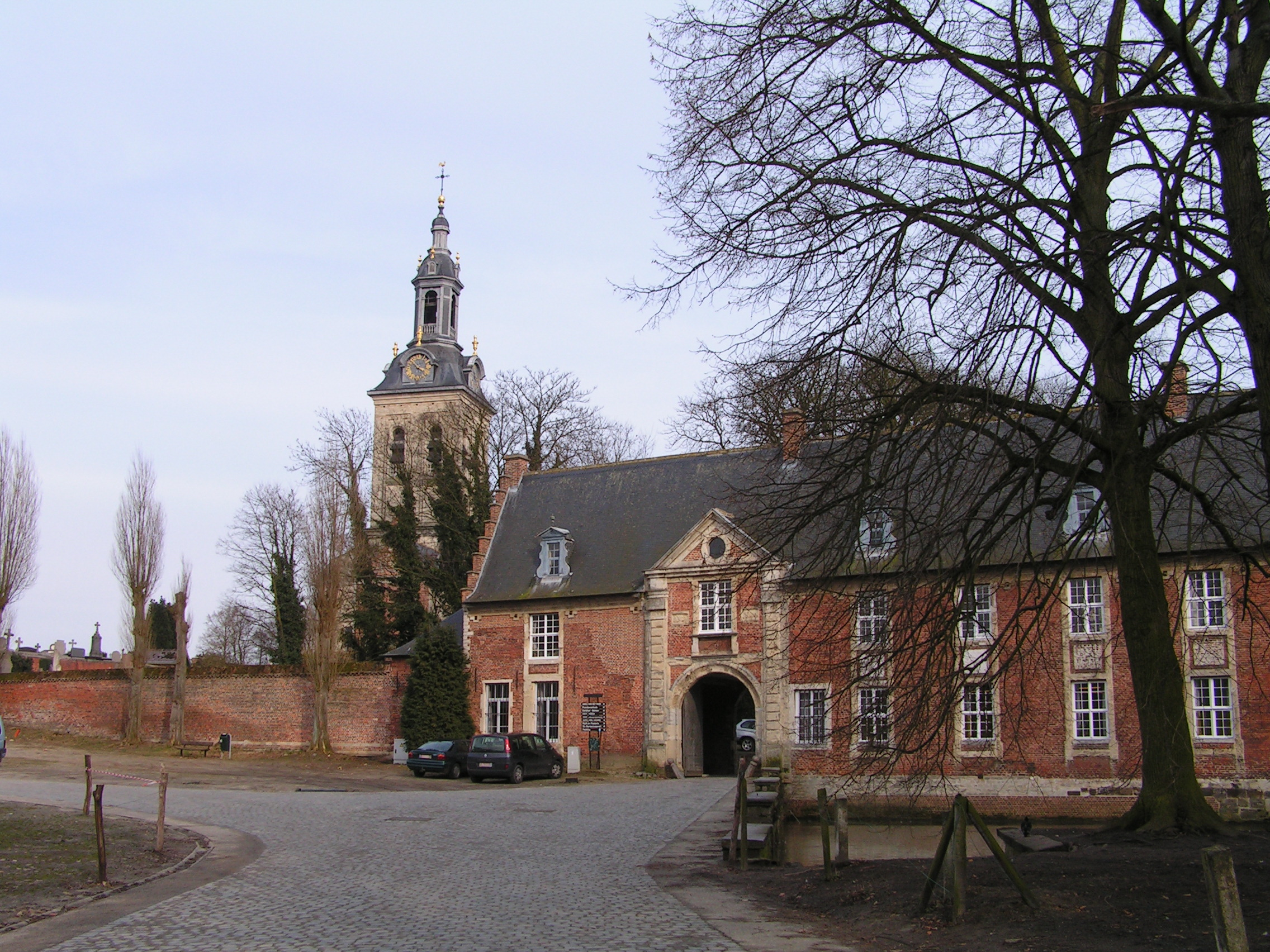
L'abbaye de Parc.

### Armes de l'abbé
Les ornements extérieurs des armes de cet abbé auraient pu être ceux des Prémontrés, dont l'habit est entièrement blanc. Ceux-là ont coutume de timbrer leur blason du chapeau prélatice d'argent, mais il s'avère que les abbés flamands d'avant la Révolution française utilisaient des ornements extérieurs spécifiques accompagnant leur blason.
Les armes de l'abbé Jean Maes se blasonnent : « Écartelé, aux 1 et 4 de sinople à la fasce ondée d'argent, aux 2 et 3 de sable au sautoir engrêlé d'argent ». La devise des armes de l'abbé Jean Maes est identique à celle de l'abbaye de Parc : « Ne quid nimis »,.
Une représentation de ces armes est conservée à l'abbaye de Parc, notamment sur un tableau de synthèse daté de 1724 identifiant les armes de tous ses abbés. Un examen de l'armorial des abbés de Parc permet de rapprocher ces armes de l'ensemble des armes des abbés de Parc.

Ornements extérieurs des abbés prémontrés.
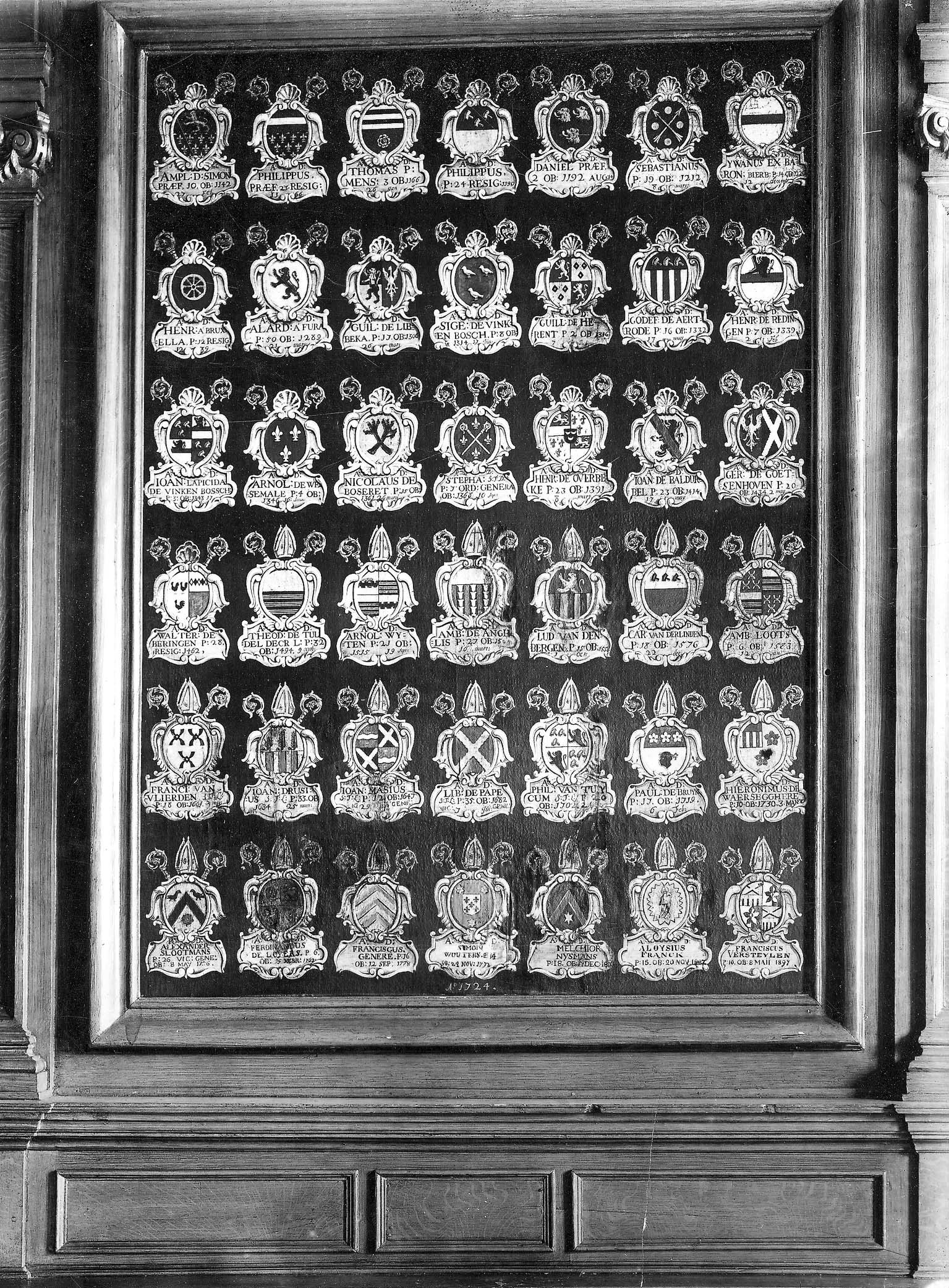
Tableau des armes des abbés de Parc (1724).
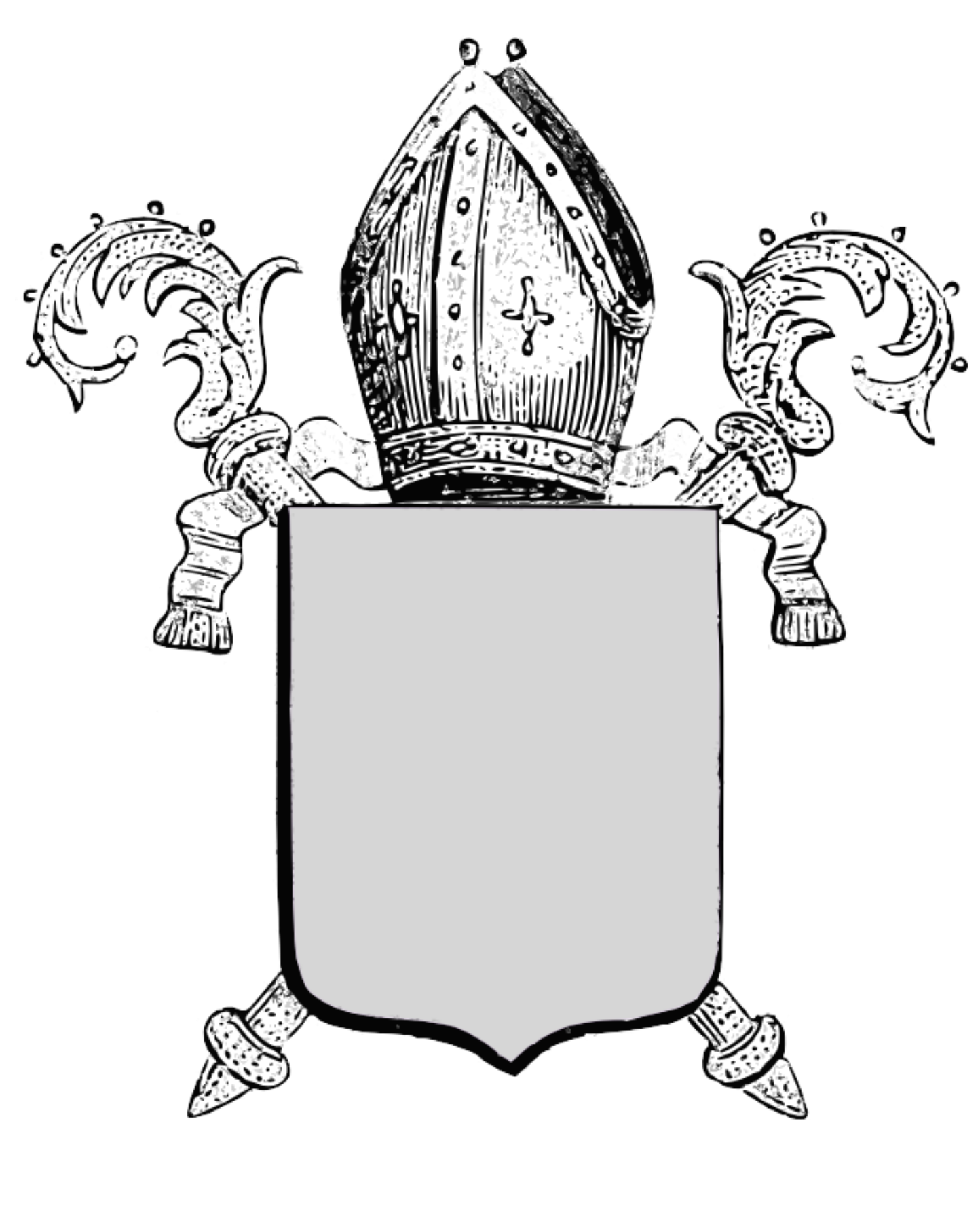
Ornements extérieurs des abbés flamands d'avant la Révolution française.
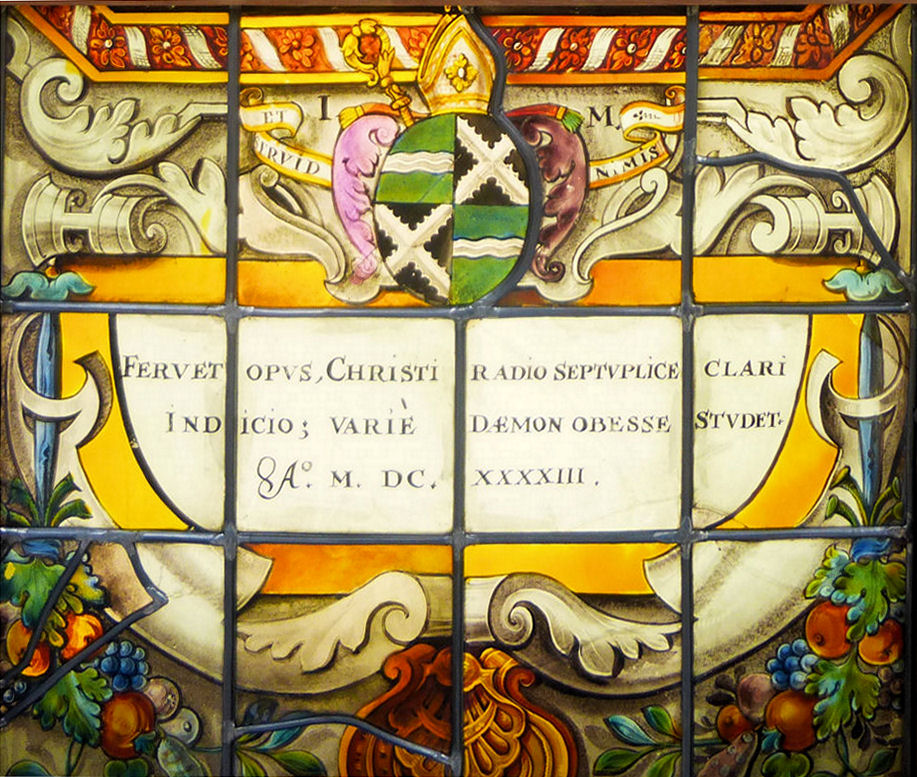
Armes peintes par Jean de Caumont, Bruxelles.